# Daan (Vorname)
Daan ist ein niederländischer männlicher Vorname.

## Herkunft und Bedeutung
Daan ist eine Kurzform des Vornamens Daniël, der seinerseits die niederländische Form des ursprünglich westsemitischen Namens Daniel darstellt. Genaueres zu Herkunft und Bedeutung des Namens siehe hier.

## Namensträger
- Daan Bekker (1932–2009), südafrikanischer Boxer
- Daan Brandenburg (* 1987), niederländischer Schachspieler
- Daan Breeuwsma (* 1987), niederländischer Shorttracker
- Daan van Dijk (1907–1986), niederländischer Bahnradsportler
- Daan Frenkel (* 1948), niederländischer theoretischer Chemiker
- Daan van Golden (1936–2017), niederländischer Maler und Grafiker
- Daan de Groot (1933–1982), niederländischer Radrennfahrer
- Daan Hoole (* 1999), niederländischer Radrennfahrer
- Daan Jippes (* 1945), niederländischer Comiczeichner
- Daan Kagchelland (1914–1998), niederländischer Segler
- Daan van Kampenhout (* 1963), niederländischer Autor
- Daan Leyssen (* 1987), belgischer Snookerspieler
- Daan Lennard Liebrenz (* 2005), deutscher Schauspieler
- Daan Manneke (* 1939), niederländischer Komponist und Organist
- Daan Milius (* 1988), niederländischer Filmproduzent
- Daan Myngheer (1993–2016), belgischer Radrennfahrer
- Daan Olivier (* 1992), niederländischer Straßenradrennfahrer
- Daan Reiziger (* 2001), niederländischer Fußballspieler
- Daan Romers (* 1985), niederländischer DJ und Musikproduzent Dannic
- Daan Spijkers (* 1987), niederländischer Beachvolleyballspieler